# بروتين البازلاء
بروتين البازلاء هو نوع من الطعام. وهو مصدر للبروتين المشتق والمستخرج في شكل مسحوق من البازلاء الصفراء والخضراء، Pisum sativum ، المصنفة في مجموعة البقوليات الغذائية. ويمكن استخدامه كمكمل لزيادة بروتين الفرد أو تناول المغذيات الأخرى، أو كبديل لمنتجات غذائية أخرى (مثل استبدال حليب البازلاء بحليب الألبان). كما يستخدم أيضا كعنصر وظيفي في تصنيع الأغذية، مثل مثخن ، عامل رغوة، أو مستحلب . 
فهي مستخرجة في هيئة مسحوق ويمكن أن تكون كذلك معالجه وتنتج بطرق مختلفة:
- كعزل - من خلال عملية التجزئة الرطبة التي تحتوي على أعلى تركيز بروتين
- كمركز - من خلال عملية التجزئة الجافة التي تكون أقل في تركيز البروتين ؛ و
- في شكل محكم، أي عندما يتم استخدامه في المنتجات الغذائية كبديل لمنتجات أخرى، مثل استبدال اللحوم (على سبيل المثال فطيرة «لحم»).

إن بروتين البازلاء مصدر طعام مفيد بسبب انخفاض مسببات الحساسية وتوافره وقيمته الغذائية العالية.  كما يمكن أن يساعد على زيادة كتلة العضلات،  والمساهمة في فقدان الوزن،  وهو مصدر أكثر صداقة للبيئة للبروتين. 
يتم انتقاد بروتين البازلاء بسبب تأثيراته على الهضم، والذوق، ومحتوى الصوديوم العالي.  واعتمادًا على طريقة المعالجة، يمكن أن يحتوي بروتين البازلاء على مستويات معينة من مثبطات التربسين، والفيتات، والليكتين، التي يمكن أن تسبب آثارًا جانبية سلبية مثل تقليل امتصاص العناصر الغذائية وتلف الأمعاء. 

## تكوين
إن بروتين البازلاء غني بالعناصر الغذائية مثل البروتين والكربوهيدرات. يحتوي بروتين البازلاء أيضًا على العديد من الفيتامينات والمعادن المهمة وهو قليل الدهون.  على الرغم من أن محتوى البروتينات الفعلي في البازلاء غني بالبروتين بشكل عام، إلا أنه ليس دائما متناسق. وهو متغير ويتأثر بعوامل وراثية والعوامل البيئية (مثل التربة والمناخ الذي تزرع فيه البازلاء). 
يحتوي بروتين البازلاء على جميع الأحماض الأمينية الأساسية لتلبية الاحتياجات الغذائية للإنسان. 
تحتوي البازلاء عادةً على 23.1-30.9٪ من بروتين و 1.5-2.0٪ من دهون والعناصر الثانوية مثل الفيتامينات وحمض الفيتيك والصابونين والبوليفينول والمعادن والأكسالات .  وهي تحتوي أيضًا على عدة فئات من البروتين: الجلوبيولين والألبومين والبرولامين والغلوتلين . تتكون البروتينات بشكل أساسي من الألبومين والجلوبيولين، والتي تمثل 10-20٪ و 70-80٪ من البروتين الموجود في بذور البازلاء، على التوالي.  فالألبومين قابلة للذوبان في الماء وتعتبر البروتينات الأيضية والإنزيمية، في حين أن الجلوبيولين قابل للذوبان في الملح وتعمل كبروتينات تخزين للبذور.  يمكن تصنيف الجلوبيولين أيضًا إلى بقول وفسيلين، والتي تنتمي إلى فئتي بروتين تخزين البذور 11S و 7S ، على التوالي. البقول هو بروتين سداسي، وبروتينات فيكيلين هي مواد تقليم.
تحتوي بذور البازلاء على 60-65٪ من الكربوهيدرات التي تتألف في الأساس من يغوساكاريدس ، السكريات الأحادية ، السكريات ، و disaccharides.  الجزء الرئيسي من الكربوهيدرات في البازلاء هو النشا ، النشا هو الكربوهيدرات الرئيسي للتخزين في الفلقات .
تحتوي البازلاء أيضًا على مستويات عالية من الألياف الغذائية ، التي تتكون من السليلوز ، واللثة، والهيميسليلوز، والبكتين ، والصمغ، واللجنين ، والنشويات المقاومة.  يحتوي البازلاء الجافة على 17-27٪ من الألياف الغذائية اعتمادًا على صنفها وبيئتها ومنطقة النمو العالمية.
من حيث السكريات، تحتوي بذور البازلاء على 5-6٪ سكروز ورافينوز .  نطاقات السكروز من 2.2٪ إلى 2.6٪، في حين يغوساكاريدس، مثل ستاكيوز لديها مجموعة من 1,3-3,2٪، verbascose 1,2-4,0٪، ورافينوز 0,2-1,0٪ اعتمادا على الزراعة والبيئة. يتراوح محتوى الدهون في بذور البازلاء من 1.2٪ إلى 1.8٪ حسب الصنف ونحو 25٪ من الأحماض الدهنية تتكون من حمض الأوليك (18: 1) و 50٪ من حمض اللينوليك (18: 2).
بذور البازلاء هي أيضًا مصدر غني للمعادن والفيتامينات. وهي تحتوي على مستويات عالية مما يلي:
- الكالسيوم (850 جزء في المليون) ،
- المغنيسيوم (1450 جزء في المليون) ،
- الفوسفور (5500 جزء في المليون) ،
- الحديد (60 جزء في المليون) ،
- الزنك (43 جزء في المليون) و،
- النحاس (7 أجزاء في المليون). [10]

بالإضافة إلى ذلك، تعتبر البازلاء مصدراً غنياً من حمض الفوليك ، فيتامين بي ، البيريدوكسين ، النياسين ، بيريدكسامين ، النياسين ، و بيريدكسال . 

## الاستخدامات

### مكمل غذائي
ومن الممكن استخدام الخصائص الغذائية التي تحتوي عليها بروتينات البازلاء لتكميل الأشخاص الذين يعانون من أوجه القصور معينة، أو الأشخاص الذين يسعون إلى إثراء نظامهم الغذائي بالعناصر الغذائية. البازلاء هي مصدر ممتاز للبروتينات والكربوهيدرات والألياف الغذائية والمعادن والفيتامينات والمواد الكيميائية النباتية .  على سبيل المثال، من الممكن أن يعمل بروتين البازلاء على موازنة كمية الحديد المستهلكة لأنه يحتوي على نسبة عالية من الحديد.  بشكل عام، فهي تحتوي على أكثر من خمسة ملليغرام في كل حصة ؛ ربع كمية الحديد اليومية الموصى بها للبالغين.

### بديل غذائي

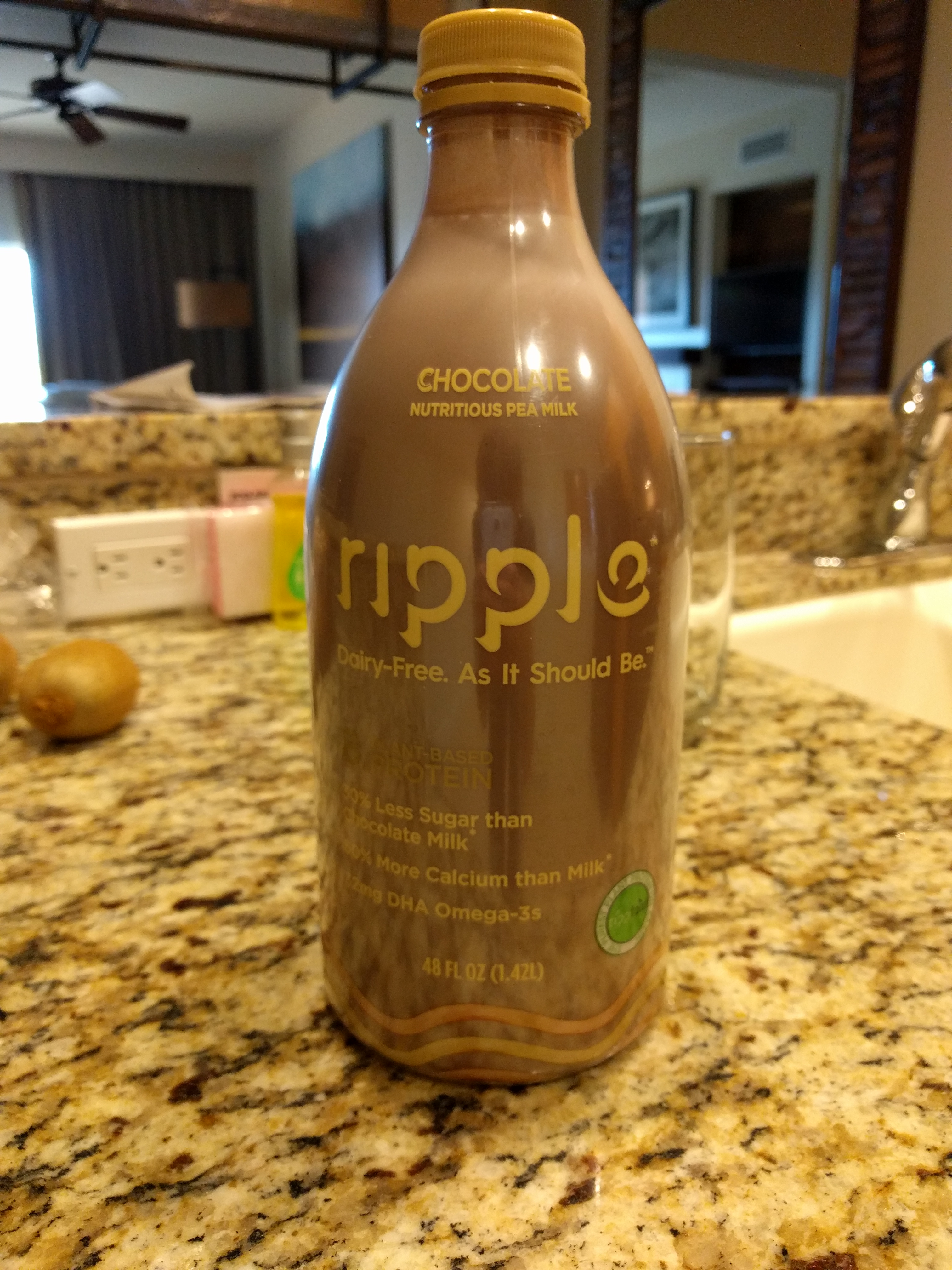
ريبل شوكولاتة حليب البازلاء

يمكن استخدام بروتين البازلاء كبديل للبروتين لأولئك الذين لا يستطيعون استهلاك مصادر أخرى لأنه غير مستمد من أي من الأطعمة المسببة للحساسية الأكثر شيوعًا (القمح والفول السوداني والبيض وفول الصويا والأسماك والمحار وجوز الشجر والحليب).  يمكن استخدامه في المخبوزات أو تطبيقات الطهي الأخرى لاستبدال المواد المسببة للحساسية الشائعة. كما أنها مجهزة صناعياً لتشكيل المنتجات الغذائية والبروتينات البديلة مثل منتجات اللحوم البديلة، ومنتجات غير المصنوعة من الألبان. ومن بين الشركات المصنعة للبدائل Ripple Foods ، التي تنتج بديل حليب البازلاء. بروتين البازلاء هو أيضًا بدائل اللحوم مثل Gardein و Beyond Meat ، وبدائل البيض مثل Just Mayo .

### المكون الوظيفي
كما يستخدم بروتين البازلاء أيضًا كمكون وظيفي منخفض التكلفة في تصنيع الأغذية لتحسين القيمة الغذائية وللمنتجات الغذائية ملمس منتجاتها.  كما يمكنهم تحسين خصائص اللزوجة، أو الاستحلاب، أو التكوّن، أو الاستقرار، أو خصائص ربط الدهون في الطعام. على سبيل المثال، إن قدرة بروتين البازلاء على تكوين رغوة ثابتة هي خاصية مهمة في الكعك، السوفليه، الطبقة المخفوقة، الفدجز، وغيرها. 

## إنتاج
تتألف عملية تصنيع مركزات وعزلات بروتين البازلاء من استخراج البروتين وتنقيته وتجفيفه.  يبدأ الإنتاج الصناعي لبروتين البازلاء بخطوات تنظيف وتقسيم محصول البازلاء ثم معالجته بشكل أكبر.
عملية التنظيف: يستخدم التنظيف معدات مثل منظفات المسافات البادئة التي تستخدم لإزالة الشوائب. تضمن هذه العملية إزالة أي مسببات للحساسية، مثل القمح والشعير والبذور الأخرى، إذ تحتوي هذه المنتجات على الغلوتين.  إذا لم تتم إزالتها، فمن شأنها التاثير على تصنيفها كمنتج خالٍ من الغلوتين إذا لم تتم إزالتها.
عملية الفصل بعد التنظيف، يتم تقسيم البازلاء و «إزالة قشرها» باستخدام مزيل القشرة.  آلة إزالة القشرة عبارة عن جهاز يقوم بتقسيم بذور البازلاء ويستخراج جزء من كامل البذرة التي هي الهيكل.
المزيد من المعالجة: بعد عملية التقسيم، يتم معالجة البازلاء المجزأة إلى أجزاء إما إلى نشا والبروتين ودقيق. 
يمكن إنتاج بروتين البازلاء باستخدام طريقتين:
- طريقة التجزيء الرطب و
- طريقة التجزئة الجافة.

### طريقة التجزئة الرطبة
تستخدم طريقة التجزئة الرطبة لإنتاج عزلات بروتين البازلاء. تحتوي عزلات بروتين البازلاء بشكل عام على تركيز بروتين أعلى من تركيزات بروتين البازلاء. يتضمن استخراج البروتين عند درجة حموضة قلوية.  عادة ما يكون الرقم الهيدروجيني القلوي بين 9.5-10.5.  أثناء استخلاص البروتين، يتم تشتيته في الماء بحيث يتم أيضًا استخلاص المكونات الأخرى من البازلاء، مثل الكربوهيدرات، عن طريق الترشيح الفائق أو الترسيب الكهربائي المتساوي. الترسيب الكهروضوئي هو المكان الذي تترسب فيه البروتينات المذابة من الطور المائي ويتم فصلها في دورق.  تحدث هذه المرحلة عند درجة حموضة 4.0-5.0. يتم فصل البروتين عن المنتجات الثانوية في هيدروكلون.  يتم فصل البروتين المترسب (الخثارة) عن المادة الطافية (مصل اللبن) عن طريق الترشيح أو الطرد المركزي. يجب غسل الخثارة لإزالة بقايا مصل اللبن الذائبة. بعد ذلك، يتم تحييد الأس الهيدروجيني وإعادة ضبطه إلى 7 ، ويتم الحصول على عزل بروتين جاف بخطوة تجفيف ميكانيكية نهائية، تسمى التجفيف بالرش.

### طريقة التجزئة الجافة
تُستخدم طريقة التجزئة الجافة لإنتاج مركزات بروتين البازلاء. أنها تنطوي على تكنولوجيا الطحن الجاف ؛ عملية ميكانيكية تقليدية تستخدم لتقليل حجم جزيئات البازلاء المقسمة أو الكاملة إلى دقيق خشن أو دقيق.  يتم إزالة القشرة الخارجية للبازلاء أولاً، ثم يتم طحنها عن طريق التأثير أو الطحن النفاث لإنتاج دقيق.  تعتمد هذه العملية على حجم وكثافة الجسيمات التفاضلية داخل الدقيق المطحون. بمجرد طحنها، يتم استخدام تصنيف الهواء لفصل الأجزاء الصغيرة الغنية بالبروتين عن الحبيبات الكبيرة الغنية بالنشا أو الجزيئات الغنية بالألياف. خلال هذه العملية، يعمل تدفق الهواء على تمييع الدقيق المطحون في غرفة الفصل. عجلة المصنف المغمورة في السرير تختار الجزيئات الصغيرة وتسمح لها بتكوين الكسر الدقيق. ترفض عجلة المصنف الجسيمات الأكبر حجمًا، وتترك الحجرة في الأسفل وتشكل الجزء الخشن. التجزيء الجاف هو طريقة معالجة أكثر استدامة لأنه لا يتطلب استخدام الماء والطاقة غير مطلوبة لتجفيف البروتين.

## فوائد

### الصحة
الفوائد الصحية المشتقة من بروتين البازلاء هي أساسًا من تركيز وخصائص النشا والبروتين والألياف والفيتامينات والمعادن والمواد الكيميائية النباتية في البازلاء. 
بروتين البازلاء غني بالألياف، مما يساعد في التوسط في الاستجابة لنسبة السكر في الدم ،  وهو قادر على المساعدة في الوقاية من أمراض القلب والأوعية الدموية وتقليل ضغط الدم عن طريق خفض مستويات الكوليسترول والدهون الثلاثية بعد البراندي في البشر.  وجدت الدراسات أن تناول بروتين البازلاء لخفض ضغط الدم لدى الجرذان والبشر المصابين بارتفاع ضغط الدم.  يمكن استخدامه أيضًا للوقاية من مرض السكري ومكافحته لأنه له تأثير ضئيل على مستويات السكر في الدم واستجابة الأنسولين.  نظرًا لاحتوائه على نسبة عالية من الألياف، يتمتع بروتين البازلاء بنسبة 94٪ من قابلية الهضم مما يقلل من مشاكل الهضم في المعدة والجهاز الهضمي، مثل انتفاخ البطن وعدم الراحة من الانتفاخ.  كما يساعد محتواه من النشا على الهضم لأنه يُعزى إلى عدم توفر الأميليز من حبيبات النشا المغلفة في هياكل جدار الخلية السليمة، ووجود مضادات المغذيات مثل مثبطات الأميليز والفيتات والفينولات.
تحتوي بروتينات البازلاء أيضًا على مستويات عالية من حمض الفوليك. يمكن أن يساعد ذلك في زيادة مستويات حمض الفوليك في النظام الغذائي وهو أمر مفيد للأشخاص الذين يعانون من فقر الدم وعيوب الأنبوب العصبي.  كما أنه يحتوي على مركبات الفينول، وهي مضادات أكسدة طبيعية قد تساعد في الحماية من الأمراض مثل السرطان والأمراض الالتهابية المختلفة.
ملف تعريف الأحماض الأمينية لبروتين البازلاء مفيد أيضًا. يحتوي على نسبة عالية من اللايسين، مما يساعد على تحويل الأحماض الدهنية إلى طاقة،  وهو مهم لصحة النسيج الضام.  إنه مصدر كبير للأرجينين، الذي يعزز تدفق الدم الصحي وصحة القلب، بالإضافة إلى الليوسين، والإيزولوسين، والفالين، التي تعزز نمو العضلات. 

### كتلة العضلات
يمكن استخدام بروتين البازلاء كمكمل بروتين لزيادة كتلة العضلات. تؤدي زيادة تناول البروتين إلى استجابة إيجابية لتخليق البروتين العضلي الحاد بعد الأكل وقد تؤدي إلى تحسن إيجابي طويل الأمد في الكتلة الخالية من الدهون.  تحتوي بروتينات البازلاء أيضًا على أحماض أمينية متفرعة (BCAAs): ليسين، إيزولوسين، وفالين التي تساعد على تعزيز نمو العضلات. 
وجدت إحدى الدراسات، التي تضمنت تجربة لمدة 12 أسبوعًا حول مكملات البروتين قبل وبعد تدريب المقاومة، أن استهلاك بروتين البازلاء عزز زيادة كتلة العضلات، وتحديداً في العضلة ذات الرأسين السميكة. 

### فقدان الوزن
بروتينات البازلاء مفيدة أيضًا لفقدان الوزن. يتم هضم بروتينات البازلاء بشكل أبطأ، مما له تأثير مشبع ويقلل من الجوع، مما قد يساهم في إنقاص الوزن  قد تكون تأثيرات البازلاء القاتلة للشهية مرتبطة بكميات عالية من البروتين والألياف الغذائية، مما قد يؤخر إفراغ المعدة، ويقلل من امتصاص الجلوكوز وتركيزه، ويحفز إفراز الهرمونات المنظمة للشهية. 

### تأثير بيئي
بالمقارنة مع استخلاص البروتينات الأخرى مثل مصل اللبن وفول الصويا، فإن إنتاج بروتين البازلاء يستخدم موارد أقل يمكن أن تؤثر على البيئة، مثل استخدام الماء والأسمدة.  تتطلب بروتينات البازلاء كمية أقل من الماء في عملية الإنتاج والاستخراج، مما يجعل بروتينات البازلاء مصدرًا غذائيًا مستدامًا بيئيًا أكثر من نظيراتها. وجدت إحدى الدراسات أنه لا يمكن الحصول على كيلوغرام واحد من البروتين الحيواني إلا عن طريق إطعام ستة كيلوغرامات من البروتين النباتي.  وجدت دراسة أخرى أن البصمة المائية لكل جرام من البروتين للبيض ولحوم الدجاج والحليب أكبر بمقدار 1.5 مرة من البازلاء. في حالة لحم البقر، فإن البصمة المائية لكل غرام من البروتين أكبر بست مرات من البازلاء. 

## انتقادات

### المذاق
كما تعرضت بروتينات البازلاء للانتقاد بسبب مذاقها، حيث تحتوي على مركب يسمى الصابونين ، والذي قد ينتج عنه مذاق مرًا ومعدنيًا. 

### الملمس
وفقا لطريقة المعالجة، يمكن أن يحتوي بروتين البازلاء نسيج شجاع. 

### تكوين

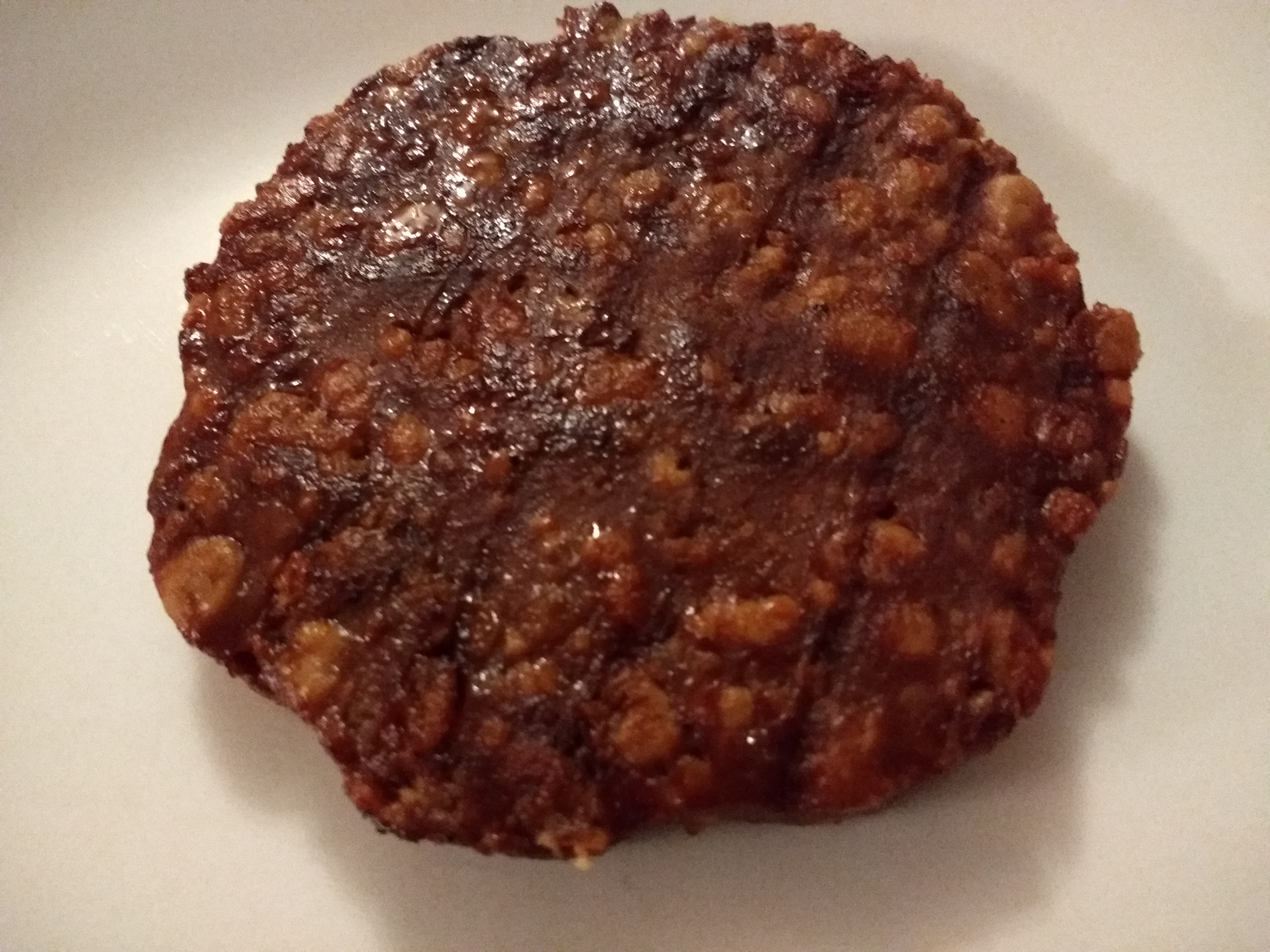
بيوند ميت بيست برجر

بروتينات البازلاء لها مستويات عالية من الفوسفور والبوتاسيوم، والتي يمكن أن تكون لها آثار صحية سلبية.  على سبيل المثال، برغر Beyond Meat ، الذي يعد بديلا خاليا من اللحوم لفطائر البرجر (مصنوع من بروتين البازلاء) ، يحتوي على 720 ملغ من البوتاسيوم لكل برجر. اعتمادا على أسلوب المعالجة، يمكن لبعض البروتينات البازلاء تحتوي على مستويات عالية من خصائص مضادة للالغذائية مثل phytates ، يكتينس ، و مثبطات التربسين، والتي لها آثار جانبية سلبية. تقلل السابونين والفيتات، التي قد تعرض أنشطة نقص الكوليستيرول في الدم ومضادة للسرطان .  تقلل مثبطات التربسين من هضم البروتين. يمكن أن تعيق الليكتين امتصاص الجلوكوز، ويقلل من نقل المغذيات، وتسبب في تلف الطبقة المخاطية للأمعاء عن خلال ربط جزيئات الكربوهيدرات. وتؤثر الفيتات على التوافر الحيوي للبروتين وهضمه من خلال تشكيل مجمعات تحتوي على معادن غذائية أساسية مثل الحديد والزنك والكالسيوم، مما يؤثر على امتصاصها.